# 薩默塞特 (印地安納州)
薩默塞特（英語：Somerset）是位於美國印地安納州沃巴什縣的一個人口普查指定地區。該地的面積和人口皆未知。

## 地理
薩默塞特所處的海拔為高於海平面247米（即810英呎），而該地所採用的時區為UTC-5，即北美東部時區（EST）。同時該地設有夏令時間，為UTC-5調快一小時，即UTC-4（EDT）。